# Nová galerie

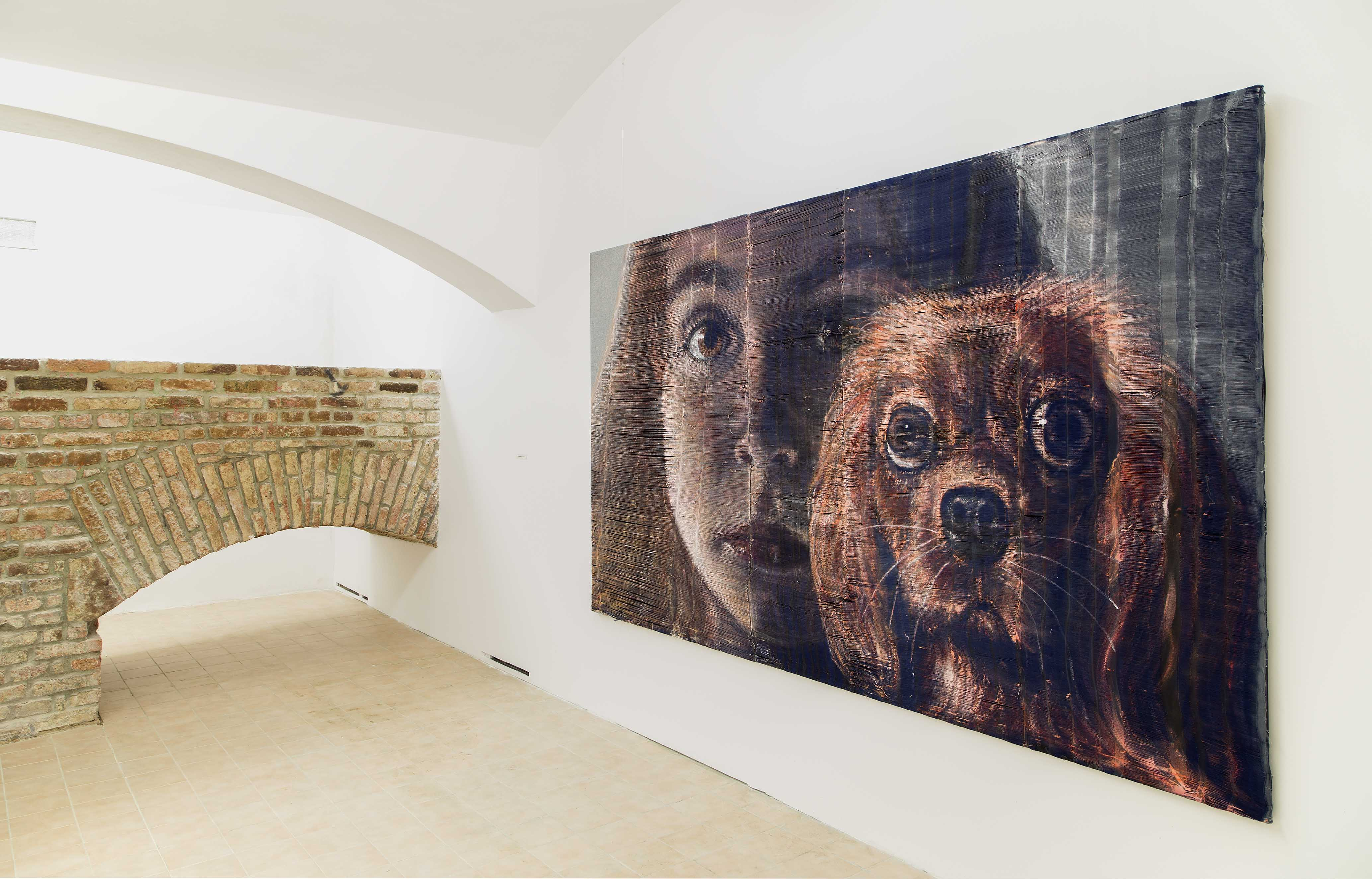
Nová galerie

Nová galerie je instituce, která se nachází v Praze na Vinohradech. Představuje a prosazuje současné české a zahraniční výtvarné umění, zároveň usiluje o systematickou prezentaci autorů. Galerie byla založena v roce 2014 po několikaleté a dlouhodobé spolupráci se zastoupenými autory. Rozsah autorů, jimž se galerie věnuje, sahá od poloviny 20. století až po současnou mladou generaci. Pilířem galerie je obchodní a výstavní činnost, doplňkem je také poradenská, pedagogická a vydavatelská činnost.